# シルヴェスター・ダグラス (初代グレンバーヴィー男爵)

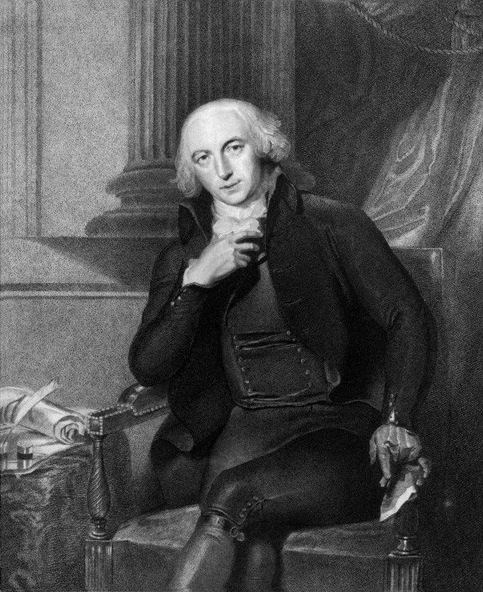
シルヴェスター・ダグラス、1794年。

初代グレンバーヴィー男爵シルヴェスター・ダグラス（英: Sylvester Douglas, 1st Baron Glenbervie PC PC (Ire) KC FRS FRSE FSA、1743年5月24日 – 1823年5月2日）は、イギリスの弁護士、政治家、貴族。はじめ弁護士業に勤しんだが、1789年に元首相ノース卿の娘と結婚すると政界に入り、官職就任の申請を繰り返してアイルランド主席政務官、陸軍支払長官、森林長官を歴任した。

## 生涯

### 弁護士として
ジョン・ダグラス（James Douglas、1713年/1714年 – 1762年）と1人目の妻マーガレット（1747年没、ジェームズ・ゴードンの娘）の息子として、1743年5月24日に生まれた。1754年から1757年まで家庭教師の教育を受けた後、1757年にアバディーン大学キングス・カレッジに進学、1760年に学位を修得しないまま大学を出た。しばらくエディンバラで過ごした後、1765年にロンドンに向かった。その後、ライデン大学で学び、1766年2月26日にライデン大学を卒業した。ライデン大学を卒業した後は大陸ヨーロッパを旅し、パリ、イタリア、ウィーン、ハンガリーを訪れたのち1769年にロンドンに戻った。
大学では医学を学んだが、のちに進路を法曹界へと変え、1771年4月25日にリンカーン法曹院に入学、1776年イースター学期（夏学期で4月から6月まで）に弁護士資格免許を取得した。ダグラスは主に王座裁判所や選挙申立の判決を出版する業務にとりかかったが、『英国議会史』は「大成功したというよりはただ勤勉だった」と評し、弁護士としての年収が500ポンドにも満たなかったため選挙申立で法律顧問を務めて家計を支えた（1784年には選挙申立で3,000ポンドもの収入を得た）と指摘した。1781年5月3日、ロンドン考古協会フェローに選出された。1793年のイースター学期にリンカーン法曹院評議員に選出され、1799年に会計担当に選出された。

### 結婚
1787年に初代シェフィールド男爵の紹介を受けてキャサリン・アン・ノース（Catherine Anne North、1760年2月16日 – 1817年2月6日、イギリス首相の第2代ギルフォード伯爵フレデリック・ノースの娘）と知り合った後、1789年9月25日に結婚、1男をもうけた。
- フレデリック・シルヴェスター・ノース（英語版）（1791年2月3日 – 1819年10月21日） - 庶民院議員。1819年7月19日、ハリエット・ライトソン（Harriet Wrightson、1864年7月16日没、ウィリアム・ライトソンの娘）と結婚[3]

このほか、2女を死産した。

### 政界入り
1789年1月4日にブルックス・クラブ、同年11月にホイッグ・クラブに加入して、さらにウォーレン・ヘースティングズの弾劾裁判で検事の1人を務めて政界入りの布石を打った。
義父ノースが属するホイッグ党は党勢が後退していたが、1792年にノースが死去すると、ダグラスは家族のしがらみがなくなり、ホイッグ・クラブを脱退して小ピット派に転じた。1793年2月7日にはかねてより望んだ勅選弁護士に選出されたが、友人のサー・ギルバート・エリオットによればダグラスはそれが当たり前であると考え、むしろ大法官から官職を与えられなかったため怒ったという。同年9月にエリオットのトゥーロン駐在が決まると、彼はダグラスを自身の秘書官とすべく小ピットに提案し、小ピットはダグラスの出した家計の安定（すなわち、一定の収入を与えられること）という条件も含めて同意したが、のちに悪しき先例にならないようダグラスの収入がエリオットの帰国までしか与えられないという条件を付し、ダグラスは就任を辞退した。

### 官職探しの繰り返し
そして、小ピットの手配により1794年1月にアイルランド主席政務官に就任、1月20日にアイルランド枢密院の枢密顧問官に任命され、同年にセント・カニス選挙区から選出されてアイルランド庶民院議員に就任した。同年5月4日、グレートブリテン枢密院の枢密顧問官にも任命された。
アイルランド主席政務官としてのダグラスは勤勉と評されたが、第4代フィッツウィリアム伯爵ウィリアム・ウェントワース＝フィッツウィリアムがアイルランド総督に就任すると、ダグラスの退任が決まった。1795年1月にアイルランド主席政務官を退任した後、2月にフォイ選挙区の補欠選挙に当選してグレートブリテン庶民院議員に就任した。1790年イギリス総選挙において、フォイでは有力パトロン（後援者）のラッシュリー家（Rashleigh）とマウント・エッジカム伯爵家とその敵対勢力の間の選挙戦になっており、選挙管理官が敵対勢力派を支持してその候補2名を当選させたが、パトロン側は選挙申立を出して自派の候補2名の当選を宣告させた。このときダグラスがパトロン側の法律顧問を務めた縁により、1795年の補欠選挙でダグラスがパトロンの支持を受けて当選した。1795年3月5日、王立協会フェローに選出された。議会では1795年4月14日に初演説し、自身の専門である選挙申立について発言した。
1795年6月30日にインド庁委員に任命され、1806年に挙国人材内閣が成立するまで務めたが、この官職は無給だった。そのため、ダグラスは庶民院議員を務めながら官職探しを続け、1796年3月に商務庁委員に就任した。
1796年イギリス総選挙ではロバート・スミス（のちの初代キャリントン男爵）の後援を受けてミッドハースト選挙区で小ピット派として立候補、当選を果たした。ダグラスは選挙費用なしで議席を与えられるを考えていたため、ペンリン選挙区（選挙費用1,500ポンド）を打診されたときは腹を立てたという。ミッドハースト選挙区の議席は費用なしではあったが、同年9月にはケープ植民地総督に就任するマカートニー伯爵の秘書官として随行して、18か月後に総督に就任し、総督を5年間務めると2,000ポンドの年金を得られることが手配された。すなわち、庶民院議員を務める時期が短期間にとどまる予定だったが、妻が反対したうえ、10月に下級大蔵卿（Lord of the Treasury）の空きができそうだと知ると秘書官就任を辞退、庶民院議員に留任した。
1797年1月28日、下級大蔵卿に任命された。1799年4月には演説で合同法（グレートブリテン王国とアイルランド王国を合同する法律）への支持を表明し、『英国人名事典』で「すばらしい演説」と評された。
1800年1月より外国駐在の短期官職を求めるようになった。これは叙爵を申請するためであり、ダグラスは1800年10月にはケープ植民地総督への就任に同意した。これにより、ダグラスは1800年11月30日にアイルランド貴族であるキンカーディン州のグレンバーヴィー男爵に叙され、1800年12月に下級大蔵卿を辞任した。1801年1月には本国でケープ植民地総督への就任宣誓をしたが、小ピットが辞任してアディントン内閣が成立すると、1801年3月26日に陸軍支払長官に任命されて本国に留まった。初代マームズベリー伯爵ジェームズ・ハリスはこの出来事に激怒し、「グレンバーヴィー卿は今度はインド庁長官の就任を交渉している。彼は何度も熱心にケープ（植民地総督）をダンダスに求め、総督としての威厳を保てるようピットから強引にアイルランド貴族爵位をもぎ取った。そして、ピットらが辞任した瞬間、アディントンに寝返りして本国での官職を求め、支払長官を与えられた」と述べた。
1801年7月、マウント・エッジカム伯爵の後援を受けてプリンプトン・アール選挙区の補欠選挙で当選した。陸軍支払長官はトマス・スティールとの共同就任であり、グレンバーヴィーはスティールのほうが上位だったためほかの官職にも就任できると首相アディントンに述べ、インド庁長官を「閣僚ではない」（すなわち、陸軍支払長官より優れた官職ではない）として辞退した後、同年11月18日に商務庁副長官に任命された。グレンバーヴィーが再度外交職を求めると、アディントンからアメリカ合衆国への派遣をほのめかされて怒ったという逸話もあった。1802年イギリス総選挙で政府の後援を受けてヘースティングズ選挙区から出馬、再選を果たした。
1802年12月に森林・公園測量総監ジョン・ロビンソンが死去すると、グレンバーヴィーは自身の森林・公園測量総監に就任する権利を主張した。アディントンは弟にあたるジョン・ヒーリー・アディントンの任命も検討したが、最終的にはグレンバーヴィーを森林・公園測量総監に任命して、弟を陸軍支払長官に任命する形にした。グレンバーヴィーは同意したが、内心では兼任を許されるべきと考えたという。1804年にアディントン内閣が倒れたとき、グレンバーヴィーは関心を持たず、自身の官職と爵位昇叙だけが関心事だったという。1804年2月に商務庁副長官を退任、1806年2月には挙国人材内閣の成立に伴い森林・公園測量総監からも退任した。グレンバーヴィーは妻がノースの娘であり、政権についたチャールズ・ジェームズ・フォックスは敬意を持って接すべきと主張し、ミントー伯爵となったエリオットも説得を試みたが、グレンバーヴィーは挙国人材内閣期に官職を任命されることはなかった。1806年1月27日、エディンバラ王立協会フェローに選出された。
1806年10月の総選挙にも出馬せず、庶民院議員を退任したが、第二次ポートランド公爵内閣が成立すると、1807年4月に再び森林・公園測量総監に任命された。ただし、この再任のときに賃金を減らされた。1810年に森林・公園測量総監の官職が森林長官に統合されるとグレンバーヴィー男爵は森林長官として続投、1814年8月まで務めたが、この官職再編では森林長官が委員3名のうちの首位という形になったため、グレンバーヴィーは1,600ポンドの年収を失った。

### 晩年

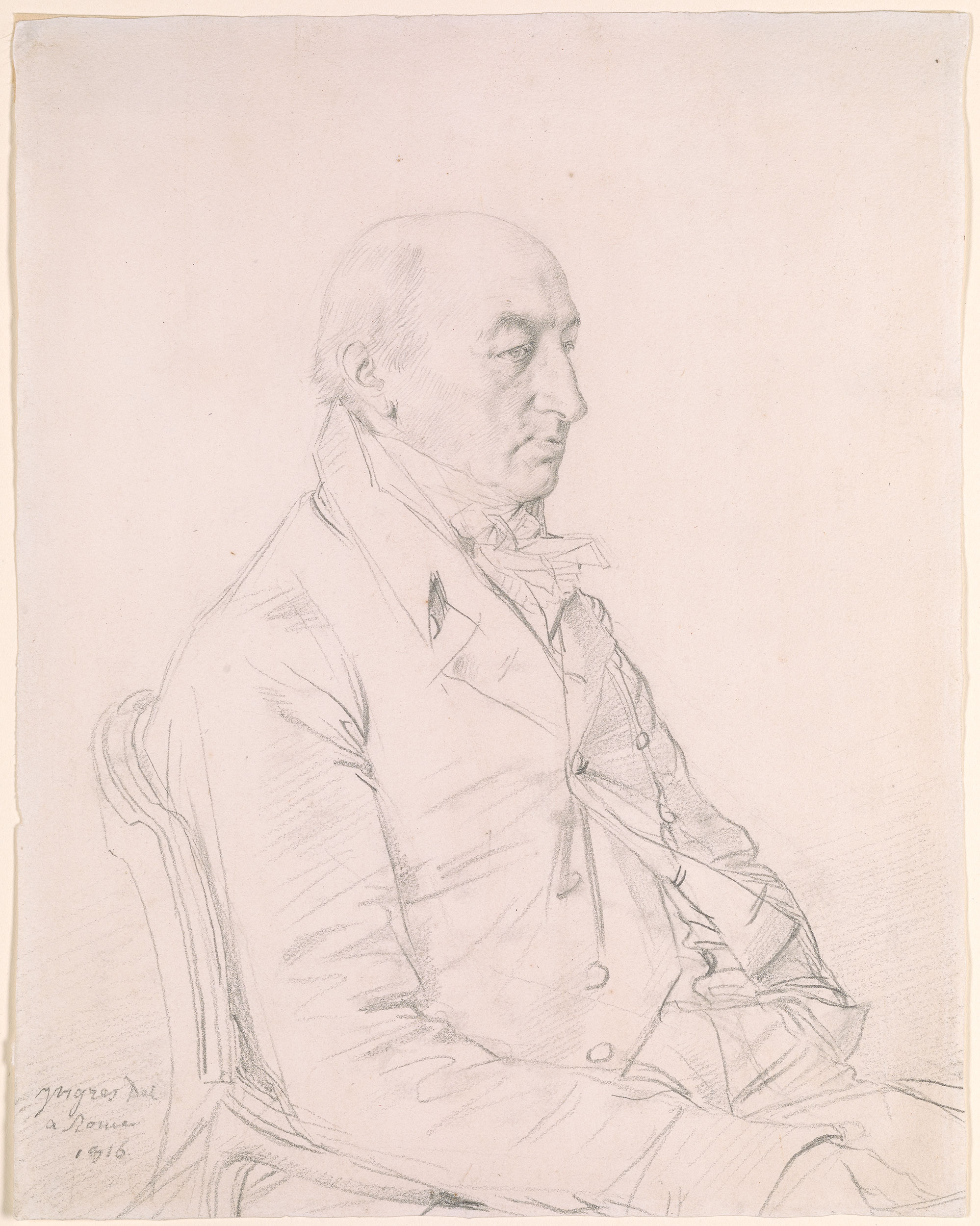
ドミニク・アングルによる肖像素描、1816年。

1817年に妻を、1819年に息子を失った後は文学に転じ、1822年に15世紀イタリアの詩人ニッコロ・フォルティグエッラの作品を一部翻訳した。
1820年のキャロライン王妃の不倫疑惑をめぐる裁判では10月に証人として喚問された。
最晩年はノースの伝記を書くことに没頭したが、完成を見ずに1823年5月2日にグロスタシャーのチェルトナムで死去、息子に先立たれたため爵位は1代で廃絶した。首相リヴァプール伯爵はもしこの伝記が出版されていたら「真実への追求に応じたもの」だっただろうと述べたが、『英国議会史』は「グレンバーヴィーの日記とジャーナルを読む限り、このような信頼は筋違いであり、凝ったゴシップが多数含まれているにすぎない」と評した。
死後、1910年にジャーナルが、1928年に日記が出版された。

## 著作
- History of the Cases of Controverted Elections which were tried and determined during the first Session of the fourteenth Parliament of Great Britain, 15 George III（1775年、ロンドン、八折り判、2巻）[4]
- Dissertatio Medica inauguralis de Stimulis（1776年、ライデン、八折り判）[4] - ライデン大学での卒業論文[1]
- History of the Cases of Controverted Elections which were tried and determined during the first and second Sessions of the fourteenth Parliament of Great Britain, 15 and 16 George III（1777年、ロンドン、八折り判、2巻） - 1775年の著作の続編[4]
- Reports of Cases argued and determined in the Court of King's Bench in the nineteenth, twentieth, and twenty-first years of the Reign of George III（1783年初版、ロンドンとダブリン、二折り判。1786年第2版、ロンドン。1790年第3版、ロンドン、八折り判。1813年第4版、ロンドン、八折り判、2巻）[4]
- Speech of the Right Honourable Sylvester Douglas in the House of Commons, Tuesday, April the 23d, 1799, on seconding the Motion of the Right Honourable the Chancellor of the Exchequer, for the House to agree with the Lords in an Address to his Majesty relative to a Union with Ireland（1799年、ダブリン、八折り判） - 合同法を支持する議会演説が出版されたもの[4]
- Lyric Poems. By the late James Mercer, Esq. With an account of the Life of the Author, by Sylvester (Douglas), Lord Glenbervie（1806年第3版、ロンドン） - グレンバーヴィーは初版と第2版でも編集を担当し、第3版で著者略歴を追加した[4]。著者ジェームズ・マーサー（英語版）はグレンバーヴィーの姉妹キャサリンと結婚していた[1]
- The first Canto of Ricciardetto, translated from the Italian of Forteguerri, with an Introduction concerning the principal Romantic, Burlesque, and Mock Heroic Poets, and Notes, Critical and Philological（1822年、ロンドン、八折り判）[4]
- Reports of Cases argued and determined in the Court of King's Bench in the twenty-second, twenty-third, twenty-fourth, and twenty-fifth years of the Reign of George III. From the manuscripts of the Right Hon. Sylvester Douglas, Baron Glenbervie（1831年、ロンドン、八折り判） - グレンバーヴィー男爵の死後、その手稿が編集を経て出版されたもの[4]

## 人物
背が高く鼻梁も高かったため、「どの距離から見ても英国人とわかる」と評された。家計では「小銭に賢く、大金に愚か」と評された。
『英国人名事典』は元首相ノースの娘と結婚したことが政界での栄達の理由であると評し、議会演説が報じられることは少ないとした。